# Paul Nell
Paul Gerhard Gustav Nell (ur. 28 sierpnia 1899 w Cammin, zm. 25 listopada 1979 w Münster) – zbrodniarz nazistowski, komendant niemieckiego obozu pracy dla Żydów w Bliżynie, esesman (nr 5530) i SS-Untersturmführer, od 1943 Hauptsturmführer.
W latach 1942–1943 pełnił funkcję komendanta obozu pracy w Bliżynie, który stanowił podobóz obozu koncentracyjnego w Lublinie. Zarówno w Bliżynie, jak i pobliskim getcie radomskim Nell brał udział w rozstrzeliwaniach, selekcjach i deportacjach polskich Żydów do obozów zagłady. 30 stycznia 1977 skazany został za swoje zbrodnie na dożywotnie pozbawienie wolności przez sąd RFN w Hamburgu. Zmarł w więzieniu.